# Nasturtium officinale

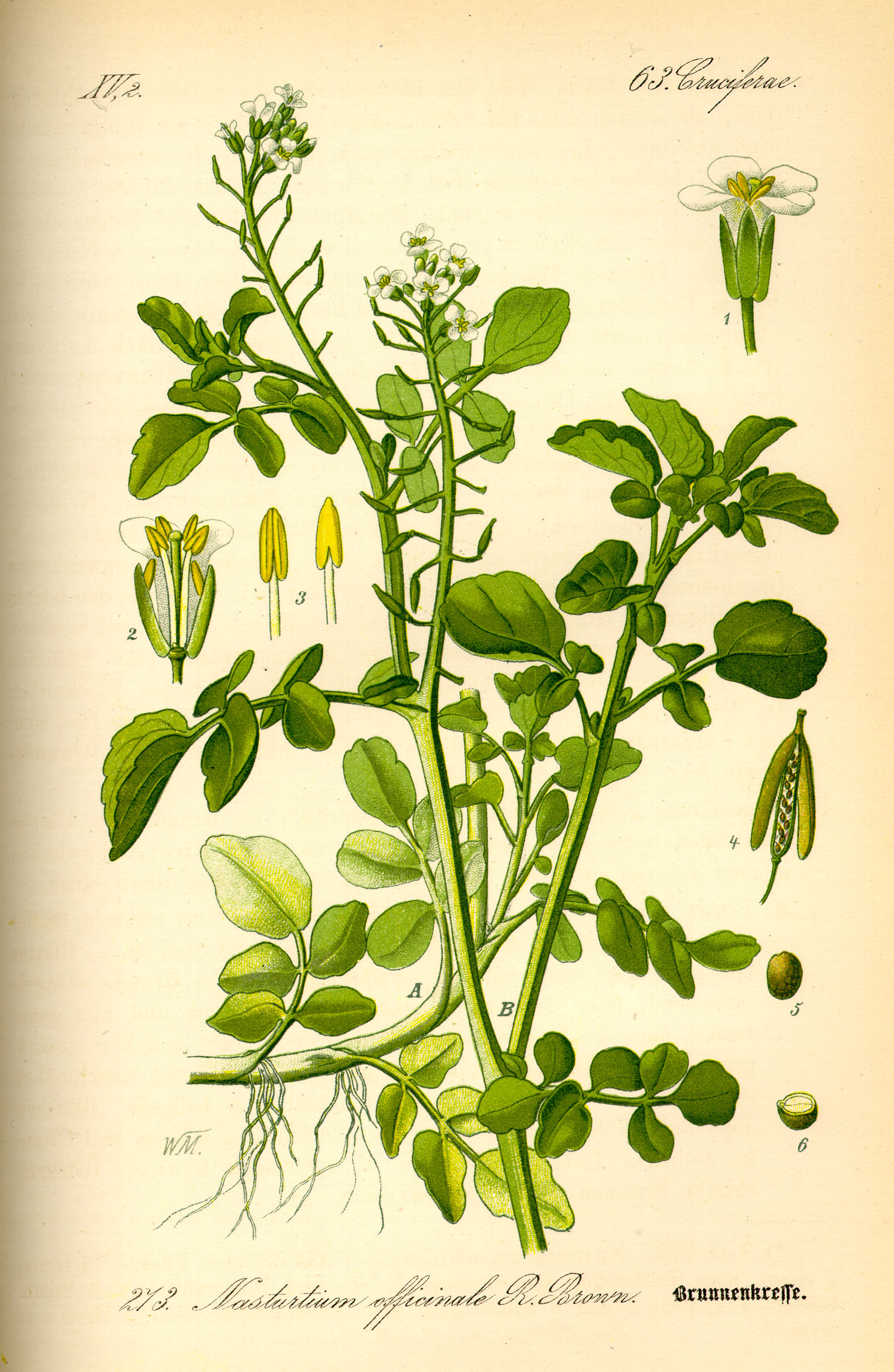
Ilustração mostrando Nasturtium officinale.

Nasturtium officinale  é um vegetal cujo nome comum é agrião. É uma planta comestível usualmente usada em saladas e pode ser encontrada no meio natural em zonas úmidas como rios e riachos. É nativa da Europa e Ásia Central, onde cresce abundantemente nas margens dos rios e córregos.
Da família das crucíferas, o agrião é conhecido em todo o mundo, pois pode ser cultivado.
O agrião contém várias vitaminas dentre as quais: A, C e grupo B (B1, B2, B6 e B12). Possui também outros elementos tais como: ferro, ácido fólico (essencial para uma gravidez saudável), enxofre, potássio, cálcio, fósforo, iodo, beta caroteno (que produz vitamina A) e fibras. O seu potencial em vitamina C é conhecido desde a idade média, onde era usado para combater o escorbuto.
Foi recentemente considerado o mais nutritivo entre as frutas e vegetais "powerhouse", que são alimentos fortemente associados com redução de risco de doenças crónicas.
Seu uso interno em grandes quantidades pode provocar irritações na mucosa do estômago e nas vias urinárias.

## Morfologia
O agrião é uma planta da família Brassicaceae, herbácea e vivaz, com caule de coloração verde, algumas vezes arroxeada na base. O agrião é flexível, fistulo, semi-cilindrico, glabro e apresenta sulcos longitudinais pouco profundos. Mede entre 15 a 30 cm de comprimento e até 1 cm de diâmetro na base e ao nível dos nós dá origem finas raízes adventícias de cor branca.
Possui folhas alternas, compostas, pecioladas, imparipinadas com três ate onze folíolos membranosos, glabros variando da forma oval, elíptica até orbicular. O folíolo terminal possui base e tamanho subcordiforme e na margem desses folíolos é levemente crenada. As flores são pequenas, alvinitentes, dispostas em espigas terminais ou opostas às folhas. A corola apresenta-se actinomorfa, crucífera, quanto ao cálice este é dialissépalo regular formado de quatro sépalas. O androceu é tetradínamo e o ovário com supero bicarpelar. O fruto é uma siliqua curta, pouco recurvada e mais longa que o pedúnculo. Já as valvas são munidas de nervura dorsal distinta. O agrião comercial é cultivado a partir de sementes e floresce normalmente duas vezes por ano (abril/maio e novembro/fevereiro) e geralmente é servido na forma crua nas saladas, sopas e em outras receitas.